# 福建省梨園戲傳承中心
福建省梨園戲傳承中心，中國唯一的一個公營職業梨園戲表演團體，1952年成立了晋江县大梨园实验剧团。次年经文化部批准，该团与原晋江专区文工队合并，建立起省级直属剧团福建省闽南戏实验剧团。1957 年改名为福建省梨园戏实验剧团。2012年劃轉為福建省梨園戲傳承中心。
在前晉江縣文化館館長許書紀領導下，匯聚「小梨園」、「上路」、「下南」的老藝師蔡尤本、林玉花、許茂才、林時棖、姚蘇秦、姚望茗、許志仁、李茗柑、許書美、陳德碗、陳家薦、何淑敏（閩南第一位坤旦）等人。並於1956年起開設「演員訓練班」，由當時文藝青年蘇彥碩擔任班主任，培育出集各家專長的薪傳演員：蔡婭治、蘇烏水、施織、吳明森、蘇鷗、蔡清平等傑出藝人。
擁有多位獲評正高級（1級）職稱的創作和演出人員，當中許天相、曾靜萍2位被列為中國國家級非物質文化遺產梨園戲項目代表性傳承人。
劇團主演彩色梨園戲電影《陳三五娘》，新編古裝梨園戲《節婦吟》和《董生與李氏》。2022年时，剧团团长为曾静萍。

## 傳承系譜

### 小梨園
蔡尤本（1899—1974）男，晋江东石人。擅演、传授《陈三》、《朱弁》、《高文举》、《吕蒙正》、《蒋世隆》、《郭华》、《刘智远》、《韩国华》、《教子》等。
姚苏秦（1919—1992）男，晋江罗山樟井人。梨园戏三个流派的演员师傅。擅演、传授的剧目有《陈三》、《郭华》、《刘智远》、《宋祁》、《韩国华》、《教子》、《苏英》、《梁灏》、《冷温亭》等。
陈家荐（1892—1970）男，南安五都麻坑人。擅演、传授剧目的有《朱弁》《蒋世隆》、《葛希谅》、《陈三》、《高文举》、《宋祁》等。
刘书鉴（1892—1970）男，晋江东石塔头村人。
林时枨（1898—1985）男，晋江市永和人，鼓师。

### 上路
李铭钳（1921—1989）男。晋江罗山山仔人。擅演、传授的剧目有：《朱寿昌》、《朱买臣》、《岳霖》、《朱弁》、《郭华》、《刘文龙》、《程鹏举》等。
何淑敏（1918—1987）女，南安山仔人。擅演、传授剧目有：《尹弘义》、《苏秦》、《王魁》、《孟姜女》、《苏英》、《朱寿昌》、《蔡伯喈》、《王十朋》、《刘文龙》、《孙荣》、《程鹏举》、《朱买臣》等。
陈德碗（1882—1967）男，晋江福埔乡人。擅演、传授的剧目有：《朱寿昌》、《朱买臣》、《蔡伯喈》、《王魁》、《苏英》、《程鹏举》、《尹行义》、《王十朋》、《孙荣》。
李清河（1898—1967）男，晋江竹树下村人。擅演、传授的剧目有：《王十朋》、《姜孟道》、《朱寿昌》、《蔡伯喈》等。
许书美（1921—1983）男，晋江安海新店人。擅演、传授剧目有：《尹行义》、《苏秦》、《蔡伯喈》、《刘文龙》、《王十朋》、《尹行义》、《吕蒙正》。

### 下南
黄家建（生卒年不详）男，晋江人。擅演、传授的剧目有《刘大本》、《范文正》、《梁灏》、《龚克己》、《岳霖》。
许茂才（1903—1980）男，惠安净峰村边乡人。
许志仁（1889—1968）男，晋江青阳陈村人。传授剧目有《留芳草》、《周德武》、《刘秀》、《何文秀》、《龚克己》、《郑元和》、《周怀鲁》、《刘永》、《梁灏》、《范睢》。
叶恢景（1892—1968）艺名九指旦，男、晋江沟头村人。
林玉花（1920—1973）女，晋江内坑人。擅演、传授的剧目有：《管甫送》、《龙女试雷》、《番婆弄》、《唐二别妻》、《陈三五娘》、《高文举》、《苏秦》等。
此外，尚有林允怀、林树盘、苏乌水、陈晋水、丁金玉、施教恩、蔡亚治、施织、苏鸥等老艺人。

### 福建省艺术学校梨园班
1956级：许天相、吴明森、张贻泉、郑志欣、蔡清平、黄雪娥、吴幼清等16人。
1957级：王胜利、黄炳铜、纪国平、陈济民、魏少辉、蔡玉霞、施毓林等14人。
1959甲级：蔡尤凯、陈锡琪、谢添玉、吴紫艺、陈淑治、李秀娇、曾瑞霞等14人。
1959乙级：何少若、谢永健、周国清、杨春英、潘爱治、罗玲玲、郭玉凤、龚万里、曾国忠、庄森辉、吴启新、吴惠姗、苏英蜜、李凤娇等24人。
1960级（音乐级）：杨双智、林家枢、曾生歹、李丽君、许惠源、郑朝杰、许添民、柯介眉、林建阳、姚贻权、刘桂兰、李清霞等12人。
1961级：李丽敏、黄敬秀、肖勉英、张文辉、曾文龙、吴鹏飞、杨荣林、陈建基、尤春成等24人。
1977级：曾静萍、江丽丽、吴艺华、李红、黄晓萍、王飞凤、林少凌、张纯吉、林苍晓、李辉逸等30人。
1978级：林刚年、吴达民、庄培华、吴美祝、陈美娜、许燕鸿、黄福生等12人。
1985级：曾焕克、姚洪殊、郑小梅、林雪清、陈雪虹、吕阿娜等10人。
1989级：陈琦昌、周华志、柯岳海、陈莉、童雅莉、英萍虹、孙萍玉等26人。
1997级：黄东汉、郭智峰、郑亚婷、林小伟、郑雅思等33人。

## 劇目
下南戲：《蘇秦》、《梁灝》、《呂蒙正》、《范雎》、《文武生》（《龚克己》）、《岳霖》、《劉秀》、《劉永》、《劉大本》、《周德武》、《周懷魯》、《百里奚》與《鄭元和》。
上路戲：《蘇秦》、《蘇英》、《程鵬舉》、《朱文》、《朱壽昌》、《朱買臣》、《尹弘義》、《劉文龍》、《林招得》、《姜明道》、《曹彬》、《楊六使》、《王魁》、《王祥》、《王十朋》、《趙盾》、《孫榮》與《蔡伯喈》。
小梨園：《陳三五娘》、《呂蒙正》、《高文舉》、《朱弁》、《韓國華》、《劉知遠》、《蔣世隆》、《郭華》、《葛希亮》、《楊文廣》、《西祁山》、《宋祁》、《江中立》、《王昭君》、《田淑培》和《崔抒》。
新編代表作品：《節婦吟》、《董生與李氏》、《皂隸與女賊》、《御碑亭》、《陈仲子》。